# 古晋中学（国民型）
古晋中学（国民型），简称为晋中或KHS，是位于马来西亚砂拉越州古晋的国民型华文中学，1916年成立的一所私立学校，1963年轉為政府支助的公立學校。

## 历史

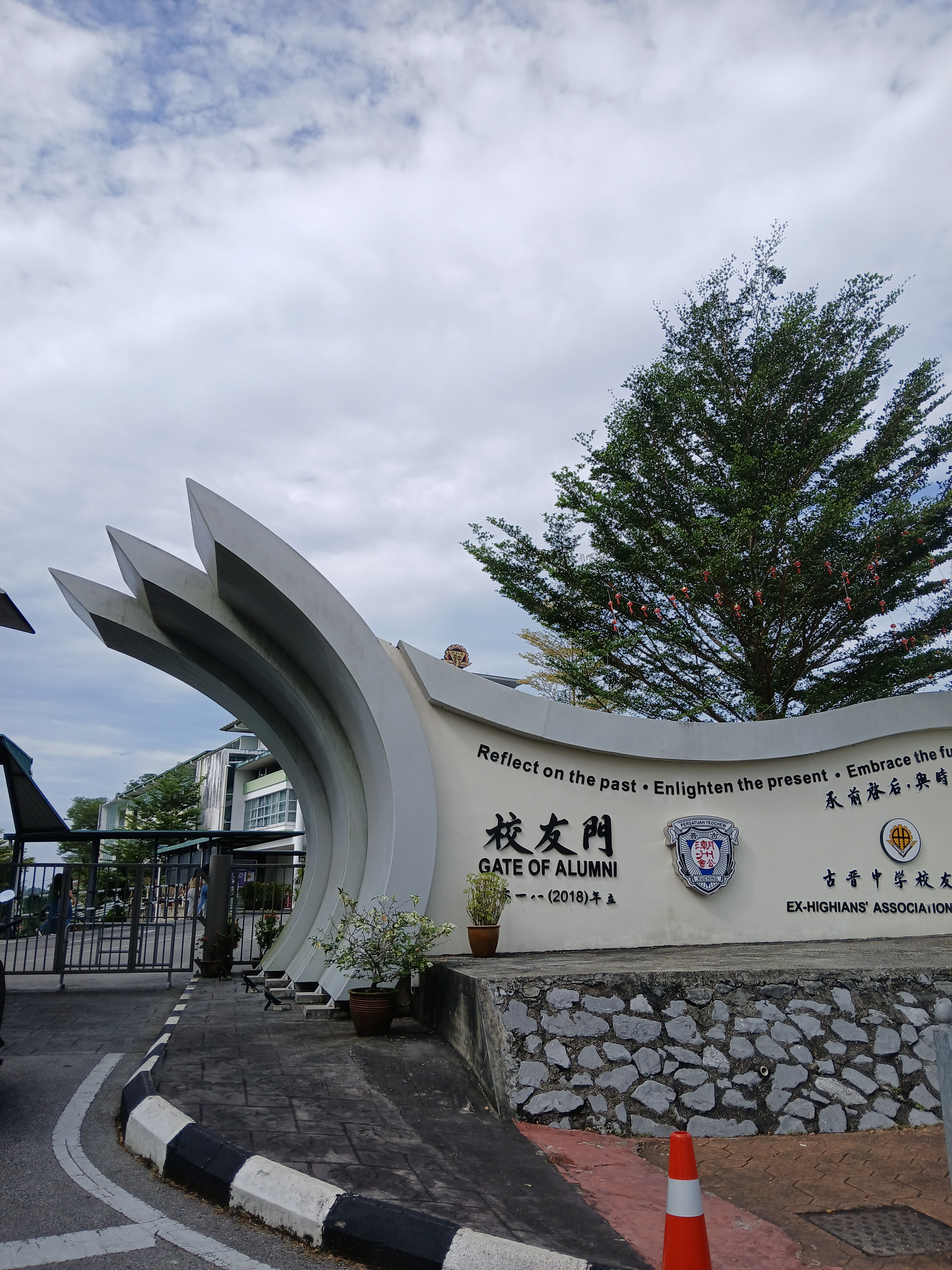
晋中校友门

早期，各个籍贯协会都设立了自己的学校，以便能用各自籍贯的方言授课。潮人社区于1916年创办民德初级中学，最初位于Jalan Batu。后来，顺丰公司于1920年接手管理该校，并在邱汉阳街购置两间商铺作为校舍。随后分别于1932年和1933年开设了幼儿园、初中和英语班。1942年，学校因日本占领砂拉越而被迫中断。
1946年，学校重新开放，并更名为中华中学，采用新的管理层，即由古晋十三个协会代表组成的联合管理委员会。当时，这是继日军占领后唯一一所重新开放的华中。1958年，又在朋岭路设立华校，定名为古晋中华第一中学，遂更名为古晋中华第二中学，是古晋中中校董会辖下四所中华中学之一。
1963年9月16日，砂拉越加入马来西亚后，砂拉越教育局推出十年转制计划，将砂拉越所有华文中学纳入国民教育体系，获得政府资助。教学媒介语将由华语改为英语，但中文仍是必修科。中华二中决定收归国有，接受政府资助。而古晋潮州公会在家长的支持和教育厅的批准下，重新接管学校的管理。随后，它更名为Sekolah Menengah Bantuan Kuching High。与此同时，其他中华中学则选择退出计划，成为非资助华文独立高中。
2002年，随着全国所有政府和政府资助学校的重组和更名进程，学校被指定为sekolah menengah kebangsaan或国立中学，并因此采用古晋国民型中学作为校名。
2018年4月22日，经过了会员大会的辩论后，古晋国民型中学正名为古晋中学（国民型）。

## 校长
- 以下部分资料整理自学校官网。

1. Hsu Yaw Tang（1963年1月至1967年12月）
2. Wong Chung Lin（1968年1月至1969年5月）
3. D.G.H. Dilts（1969年5月至1969年12月）
4. Quentin Hsu Kwang Thai（1970年1月至1972年12月）
5. Michael Chang Yit Yong（1973年1月至1975年12月）
6. Cheong Poh Kok（1976年1月至1978年3月）
7. William Ng Kim Sen（1978年4月至1981年6月）
8. Wong Mee King（1981年6月至1986年12月）
9. Fong Chee Hung（1987年1月至1990年12月）
10. Chong Tong Liap（1990年12月至1993年6月）
11. Samuel Tan Yan Pheng（1993年7月至1996年1月）
12. Michael Chang Yit Yong（1996年1月至1997年3月）
13. Andrew Wong Ee Hin（1997年3月至1997年6月）
14. Wang Chang Chung（1997年6月至1998年11月）
15. Bong Muk Shin（1999年1月至2005年11月）
16. Thomas Lau Ing Ngan（2005年11月至2009年2月）
17. 林和发（Ivor Lim）（2009年2月至2012年5月）
18. Phang Chun Yow（2012年10月至2014年12月）
19. 陈健团（Tan Kiang Tuang）（2015年1月至2023年12月）
20. 杨渊中（2024年3月至今）

## 著名校友
- 艾成[3]
- 拿督蔡文铎律师（古晋中华小学校董会主席[4]）
- 唐伟铭（马来西亚词曲创作人）

## 其他相关
- 古晋中学曾是新加坡喜剧演员程旭辉客串的本土制作电影《这几个人》的拍摄地之一。